# Trichoneura mollis
Trichoneura mollis là một loài thực vật có hoa trong họ Hòa thảo. Loài này được (Kunth) Ekman miêu tả khoa học đầu tiên năm 1912.